# Karditsa

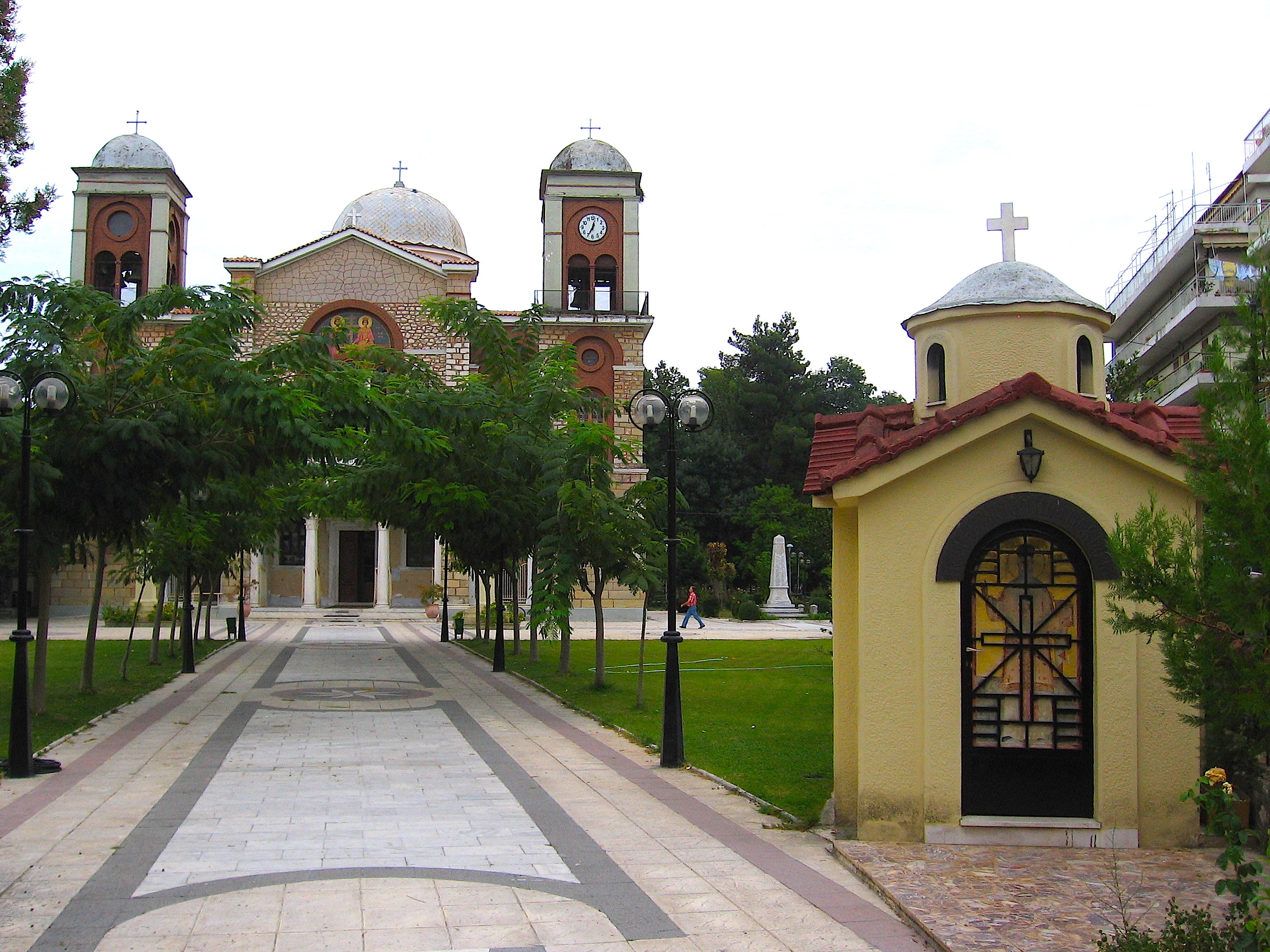
Karditsa, Agios-Konstantinos-Kirche

Karditsa (griechisch Καρδίτσα (f. sg.)) ist eine Stadt und Gemeinde (Δήμος Dimos) im südwestlichen Thessalien in Griechenland.

## Geografie
Karditsa ist Sitz der gleichnamigen Regionalbezirks. Die Stadt liegt an einem Verkehrsknoten in der thessalischen Ebene zwischen dem 60 km entfernten Larisa im Nordosten, dem 94 km entfernten Lamia im Süden, dem 100 km entfernten Volos im Osten und dem 29 km entfernten Trikala im Nordwesten. Westlich und südlich der Stadt geht die thessalische Ebene in eine Hügellandschaft und die Ausläufer des südlichen Pindosgebirges über, die Gemeinde Karditsa erstreckt sich nach Süden rund 20 Kilometer weit in die Berge hinein und grenzt hier an die Region Mittelgriechenland.

## Geschichte
Die Gründung der befestigten Siedlung fällt unter die Zeit der Türkenherrschaft. Die Siedlung wurde zum Schutz vor Angriffen der Bewohner des Agrafa-Gebirges errichtet. Schon bald nutzten auch griechische Händler den Marktplatz. Der Name leitet sich wahrscheinlich von dem slawischen Namen Graditsa ab, was so viel wie Städtchen oder kleine (befestigte) Stadt bedeutet. 1821 forderte eine Pestepidemie zahlreiche Opfer. 1881 kam Karditsa mit Thessalien zu Griechenland. Im folgenden Jahr wurde die Kommune zur Stadt erhoben.
1941 wurde Karditsa durch die deutsche Wehrmacht besetzt. Schon am 12. März 1943 konnten griechische Partisanen die Altstadt einnehmen. Karditsa war damit eine der ersten befreiten Städte in Südosteuropa. Heute ist die Stadt Verwaltungs-, Kultur- und Wirtschaftszentrum der Präfektur. Es existiert dort auch eine Außenstelle der Universität Thessalien.

## Verwaltung
Karditsa gliedert sich seit 2011 in fünf Gemeindebezirke, die von 1997 bis 2010 eigenständige Gemeinden bildeten. Die Gemeindebezirke ihrerseits sind in Stadtbezirke bzw. Ortsgemeinschaften gegliedert, die den Gebieten der Gemeinden bis 1997 entsprechen und eigene Ortsvertretungen wählen. Die Einwohnerzahlen stammen aus dem Ergebnis der Volkszählung 2011.
- Gemeindebezirk Itamos – Δημοτική Ενότητα Ιτάμου – 2.657 Einwohner
  - Ortsgemeinschaft Amarandos – Τοπική Κοινότητα Αμαράντου (Αμάραντος) – 111 Einwohner
  - Ortsgemeinschaft Ambeliko – Τοπική Κοινότητα Αμπελικού (Αμπελικό) – 358 Einwohner
  - Ortsgemeinschaft Kallithiro – Τοπική Κοινότητα Καλλιθήρου (Καλλίθηρο) – 928 Einwohner
  - Ortsgemeinschaft Karoplesio – Τοπική Κοινότητα Καροπλεσίου (Καροπλέσιο) – 259 Einwohner
  - Ortsgemeinschaft Kastania – Τοπική Κοινότητα Καστανέας (Καστανιά) – 294 Einwohner
  - Ortsgemeinschaft Katafygi – Τοπική Κοινότητα Καταφυγίου (Καταφύγι) – 154 Einwohner
  - Ortsgemeinschaft Neraida – Τοπική Κοινότητα Νεράιδας (Νεράιδα) – 267 Einwohner
  - Ortsgemeinschaft Rachoula – Τοπική Κοινότητα Ραχούλας (Ραχούλα) – 286 Einwohner
- Gemeindebezirk Kallifono – Δημοτική Ενότητα  Καλλιφώνου – 2.501 Einwohner
  - Ortsgemeinschaft Apidea – Τοπική Κοινότητα Απιδέας (Απιδέα) – 346 Einwohner
  - Ortsgemeinschaft Dafnospilia – Τοπική Κοινότητα Δαφνοσπηλιάς (Δαφνοσπηλιά) – 225 Einwohner
  - Ortsgemeinschaft Kallifoni – Τοπική Κοινότητα Καλλιφωνίου (Καλλιφώνι) – 1.032 Einwohner
  - Ortsgemeinschaft Molocha – Τοπική Κοινότητα Μολόχας (Μολόχα) – 203 Einwohner
  - Ortsgemeinschaft Paliouri – Τοπική Κοινότητα Παλιουρίου (Παλιούρι) – 369 Einwohner
  - Ortsgemeinschaft Zaimi – Τοπική Κοινότητα Ζαϊμίου (Ζαΐμι) – 326 Einwohner
- Gemeindebezirk Kambos – Δημοτική Ενότητα Κάμπου – 4.225 Einwohner
  - Ortsgemeinschaft Agios Theodoros – Τοπική Κοινότητα Αγίου Θεοδώρου (Άγιος Θεόδωρος) – 682 Einwohner
  - Ortsgemeinschaft Makrychori – Τοπική Κοινότητα Μακρυχωρίου (Μακρυχώρι) – 822 Einwohner
  - Ortsgemeinschaft Melissa – Τοπική Κοινότητα Μελίσσης (Μέλισσα) – 224 Einwohner
  - Ortsgemeinschaft Myrina – Τοπική Κοινότητα Μυρίνης (Μύρινα) – 684 Einwohner
  - Ortsgemeinschaft Prodromos – Τοπική Κοινότητα Προδρόμου (Πρόδρομος) – 811 Einwohner
  - Ortsgemeinschaft Ptelopoula – Τοπική Κοινότητα Πτελοπούλας (Πτελοπούλα) – 240 Einwohner
  - Ortsgemeinschaft Stavros – Τοπική Κοινότητα Σταυρού (Σταυρός) – 792 Einwohner
- Gemeindebezirk Karditsa – Δημοτική Ενότητα  Καρδίτσας – 44.002 Einwohner
  - Stadtbezirk Karditsa – Δημοτική Κοινότητα Καρδίτσης (Καρδίτσα) – 39.119 Einwohner
  - Stadtbezirk Karditsomagoula – Δημοτική Κοινότητα Καρδιτσομαγούλας (Καρδιτσομαγούλα) – 2.063 Einwohner
  - Ortsgemeinschaft Agiopogi – Τοπική Κοινότητα Αγιοπηγής (Αγιοπηγή) – 341 Einwohner
  - Ortsgemeinschaft Artesiano – Τοπική Κοινότητα Αρτεσιανού (Αρτεσιανό) – 1.296 Einwohner
  - Ortsgemeinschaft Paleokklisi – Τοπική Κοινότητα Παλαιοκκλησίου (Παλαιοκκλήσι) – 718 Einwohner
  - Ortsgemeinschaft Rousso – Τοπική Κοινότητα Ρούσσου (Ρούσσο) – 465 Einwohner
- Gemeindebezirk Mitropoli – Δημοτική Ενότητα  Μητρόπολης – 3.332 Einwohner
  - Ortsgemeinschaft Agios Georgios – Τοπική Κοινότητα Αγίου Γεωργίου (Άγιος Γεώργιος) – 342 Einwohner
  - Ortsgemeinschaft Frango – Τοπική Κοινότητα Φράγκου – (Φράγκο) – 361 Einwohner
  - Ortsgemeinschaft Georgiko – Τοπική Κοινότητα Γεωργικού (Γεωργικό) – 412 Einwohner
  - Ortsgemeinschaft Krya Vrysi – Τοπική Κοινότητα Κρύας Βρύσης (Κρύα Βρύση) – 421 Einwohner
  - Ortsgemeinschaft Mitropoli – Τοπική Κοινότητα Μητρόπολης (Μητρόπολη) – 1.262 Einwohner
  - Ortsgemeinschaft Portitsa – Τοπική Κοινότητα Πορτίτσης (Πορτίτσα) – 83 Einwohner
  - Ortsgemeinschaft Xinoneri – Τοπική Κοινότητα Ξινονερίου (Ξινονέρι) – 451 Einwohner

## Sehenswürdigkeiten
Im Stadtzentrum befindet sich als grüne Lunge der Stadt der Pavsilypo-Park, gleich neben der Kirche Agiou Konstantinou aus dem 19. Jahrhundert mit Wandmalereien des Künstlers Dimitris Gioldassis. Der zentrale Stadtplatz weist teilweise klassizistische Gebäude auf wie das Hotel Arni aus dem Jahr 1920. In der Nachbarschaft liegt die städtische Markthalle und die Valvi-Straße, in der es noch einige erhaltene alte Handwerks- und Geschäftshäuser gibt. Die Stadt beherbergt eine Pinakothek und ein archäologisches Museum.

## Verkehr

### Straße
Karditsa liegt an der Ethniki Odos 30, die von Arta nach Volos führt. Nach Norden sind es auf ihr rund 30 km nach Trikala, nach Südosten rund 35 km nach Neo Monastiri an der EO 3. Östlich an der Stadt führt die Autobahn Aftokinitodromos 3 vorbei.

### Schiene
Karditsa hat einen Bahnhof an der Bahnstrecke Paleofarsalos–Kalambaka, die 1882 als meterspurige Schmalspurbahn in Betrieb ging, Ende der 1990er Jahre aber auf Normalspur umgespurt wurde und so ab April 2000 hier wieder in Betrieb ging.

### Luftverkehr
Der Flugplatz Myrini ( ICAO: LGMY) liegt etwa sieben Kilometer nordöstlich von der Stadt Karditsa entfernt. Die asphaltierte Start- und Landebahn mit einer Ausrichtung von 09/27 ist 680 Meter lang und 20 Meter breit. Der Flugplatz liegt auf einer Höhe von 96 m (315 ft) über dem Meeresspiegel.

## Persönlichkeiten
- Nikolaos Plastiras (1883–1953), General, Politiker und Ministerpräsident
- Kostas Papanastasiou (1937–2021), Schauspieler
- Foteini Kolovou (* 1964), Byzantinistin und Professorin
- Ekaterini Koffa (* 1969), Sprinterin
- Lambros Papakostas (* 1969), Hochspringer
- Dimitris Tsiamis (* 1982), Dreispringer
- Ioannis Bourousis (* 1983), Basketballspieler
- Antigoni Drisbioti (* 1984), Geherin
- Alexandros Papamichail (* 1988), Geher